# John Barber (pilota automobilistico)
John David Bob Barber (Little Marlow, 22 luglio 1929 – Palma di Maiorca, 4 febbraio 2015) è stato un pilota automobilistico britannico.

## Risultati in F1
Debutto e unica partecipazione:
GP Argentina 1953 - Cooper Car Co - (Cooper T23 Bristol),
16º in prova, 8º in gara.
Teams di appartenenza:
Cooper Car Co - 1 GP - (1953)
Vetture utilizzate:
Cooper - 1 GP - (1953)